# تپه بگ لر ۲
تپه بگ لر ۲ مربوط به هزاره اول ق.م. - دوره اشکانیان است و در شهرستان کوهدشت، بخش طرهان، ۲/۲۵ کیلومتری جنوب شرق شهر گراب واقع شده و این اثر در تاریخ ۲۲ اسفند ۱۳۸۵ با شمارهٔ ثبت ۱۸۲۰۲ به‌عنوان یکی از آثار ملی ایران به ثبت رسیده است.